# Leptotarsus intricatus
Leptotarsus intricatus är en tvåvingeart som först beskrevs av Alexander 1928.  Leptotarsus intricatus ingår i släktet Leptotarsus och familjen storharkrankar. Inga underarter finns listade i Catalogue of Life.